# فرنسیس گودریچ
فرنسیس گودریچ (انگلیسی: Frances Goodrich؛ ۲۱ دسامبر ۱۸۹۰ – ۲۹ ژانویهٔ ۱۹۸۴) یک فیلم‌نامه‌نویس اهل ایالات متحده آمریکا بود.